# 서규용
서규용(徐圭龍, 1948년 1월 9일 ~ )은 대한민국의 농림수산식품부 장관을 역임한 공무원이다.

## 약력
- 청주고등학교 졸업
- 고려대학교 농학 학사
- 미국 농무성 대학원

## 주요 경력
- 1972년 : 국가기술고시 합격
- 1973년 10월 ~ 1974년 5월 : 농수산부 국립농산물검사소
- 1985년 1월 ~ 1987년 2월 : 농수산부 전작과장
- 1987년 2월 ~ 1990년 8월 : 농림수산부 채소과장
- 1990년 8월 ~ 1993년 4월 : 농림수산부 농산과장
- 1995년 2월 ~ 1996년 1월 : 농촌진흥청 국립종자보급소장
- 1996년 4월 ~ 1998년 2월 : 농림수산부 농산정책심의관
- 1998년 3월 ~ 1999년 5월 : 농림부 농산원예국장
- 1999년 5월 ~ 1999년 6월: 농림부 식량생산국장
- 1999년 12월 ~ 2001년 4월 : 농림부 차관보
- 2001년 4월 ~ 2002년 2월 : 제16대 농촌진흥청장
- 2002년 2월 ~ 2002년 7월 : 제42대 농림부 차관
- 2006년 3월 ~ 2007년 2월 : 고려대학교 환경생태공학부 겸임교수
- 2006년 6월 ~ 2008년 2월 : (주)한국농어민신문 사장
- 2008년 4월 ~ 2011년 5월 : (사)충북농업연구원 원장
- 2009년 : 한국지역브랜드포럼 회장
- 2009년 11월 ~ 2011년 5월 : (사)로컬푸드운동본부 회장
- 2011년 6월 ~ 2013년 3월 : 제60대 농림수산식품부 장관
- 식품안전국민운동본부 회장
- 2012년 : 새누리당
- 2013년 3월 ~ 2014년 1월 : (사)로컬푸드운동본부 명예회장
- 2013년 10월 ~ : 충북발전정책연구소 이사장
- 2013년 11월 14일 ~ : 식품안전국민운동본부 회장
- 2014년 : 새누리당 충청북도지사 예비후보
- 사단법인 대한노인회 고문

## 수상
- 1980년 : 국무총리표창
- 1991년 : 녹조근정훈장
- 1996년 : 황조근정훈장

## 저서
- 자서전 '꿈이 있는 곳에 희망이 있다'

| 전임 이영래 | 제14대 농촌진흥청 차장 1999년 6월 10일 ~ 1999년 12월 30일 | 후임 박창정 |

| 전임 이은종 | 제16대 농촌진흥청장 2001년 4월 1일 ~ 2002년 2월 4일 | 후임 정무남 |

| 전임 김동근 | 제43대 농림부 차관 2002년 2월 4일 ~ 2002년 7월 20일 | 후임 안종운 |

| 전임 유정복 | 제4대 농림수산식품부 장관 2011년 6월 2일 ~ 2013년 3월 11일 | 후임 이동필 (농림축산식품부 장관) |